# Katja K
Katja K, även känd som Katja Kean och Sussi la Cour Dollenz , född 7 februari 1968 i Danmark som Sussi la Cour, är en dansk före detta pornografisk skådespelerska, affärskvinna, skådespelerska, sångerska, författare,  och mediepersonlighet. Kean studerade erfarenhetsledarskap vid Roskilde Universitetscenter (RUC) i Danmark. Hon gifte sig 2016 med Marco Dollenz. De två hade träffats under inspelningen av Constance. Hon ägde tidigare ett underklädesföretag. Författaren Henrik List skrev en biografi (baserad på intervjuer med henne) med titeln Katja KXXX – Stjerne I Syndens By (ISBN 9788779730533 ).

## Skådespelarkarriär
Kean spelade huvudrollen i två vuxenfilmer producerade av Oscar-nominerade filmskaparen Lars von Triers företag Zentropa : Constance (1998) och Pink Prison (1999). Hon bytte 2002 sitt artistnamn från "Katja Kean" till "Katja K". Kean hade en framträdande roll i den danska sitcomen Langt fra Las Vegas (Långt från Las Vegas). Hon sjöng med den danske musikern Dario Campeotto på hans singel "Save Your Love".  Hennes karriär i vuxenfilmer varade 1997-2000.

## Filmografi (i urval)
- Constance (1998)
- Katja Kean's Sports Spectacular (1998)
- Pink Prison (1999)
- Buried Treasure (2000)
- Watchers (2000)
- Langt från Las Vegas (2001)
- Bald Beaver Blast (2005)